# Crabronini
Die Crabronini sind eine Tribus der Grabwespen (Spheciformes) aus der Familie Crabronidae. Weltweit sind 48 Gattungen bekannt, in Europa kommen 133 Arten und Unterarten in 10 Gattungen vor, sieben Gattungen fliegen auch in Mitteleuropa.

## Merkmale
Die Tiere haben einen quadratischen Kopf, ihr Thorax ist kurz und gedrungen und ihre Beine sind kurz. Es gibt Arten, bei denen der Hinterleib etwas gestielt ist.

## Lebensweise
Eine Reihe von Gattungen legen ihre Nester in Erde an, die weiter entwickelten Gattungen der Crabronini wie etwa Ectemnius, Crossocerus oder Rhopalum nisten oberirdisch in Stängeln, verlassenen Insektengängen in Totholz und anderen Hohlräumen. Die Brut wird mit Zweiflüglern versorgt, manche Arten jagen aber auch Käfer oder Schmetterlinge, seltener auch Wanzen und kleine Hautflügler. Bei Arten, die Jagd auf Fliegen machen, kann man gelegentlich auch eingebrachte Wanzen oder Zikaden im Nest finden.

## Systematik
Nach Pulawski (2009) umfasst die Tribus folgende Subtribus und Gattungen:
- Subtribus Anacrabronina Ashmead, 1899
  - Anacrabro Packard, 1866
  - Encopognathus Kohl, 1897
  - Entomocrabro Kohl, 1905
  - Entomognathus Dahlbom, 1844

- Subtribus Crabronina Latreille, 1802
  - Alinia Antropov, 1993
  - Arnoldita Pate, 1948
  - Chimila Pate, 1944
  - Chimiloides Leclercq, 1951
  - Crabro Fabricius, 1775
  - Crorhopalum Tsuneki, 1984
  - Crossocerus Lepeletier de Saint Fargeau & Brullé, 1835
  - Dasyproctus Lepeletier de Saint Fargeau & Brullé, 1835
  - Echucoides Leclercq, 1957
  - Ectemnius Dahlbom, 1845
  - Enoplolindenius Rohwer, 1911
  - Eupliloides Pate, 1946
  - Foxita Pate, 1942
  - Hingstoniola Turner & Waterston, 1926
  - Holcorhopalum Cameron, 1904
  - Huacrabro Leclercq, 2000
  - Huaeva Pate, 1948
  - Isorhopalum Leclercq, 1963
  - Krombeinictus Leclercq, 1996
  - Leclercqia Tsuneki, 1968
  - Lecrenierus Leclercq, 1977
  - Lestica Billberg, 1820
  - Lindenius Lepeletier de Saint Fargeau & Brullé, 1835
  - Minicrabro Leclercq, 2003
  - Moniaecera Ashmead, 1899
  - Neodasyproctus Arnold, 1926
  - Notocrabro Leclercq, 1951
  - Odontocrabro Tsuneki, 1971
  - Pae Pate, 1944
  - Papurus Tsuneki, 1983
  - Parataruma Kimsey, 1982
  - Pericrabro Leclercq, 1954
  - Piyuma Pate, 1944b
  - Piyumoides Leclercq, 1963
  - Podagritoides Leclercq, 1957
  - Podagritus Spinola, 1851
  - Pseudoturneria Leclercq, 1954
  - Quexua Pate, 1942
  - Rhopalum Stephens, 1829
  - Tracheliodes A. Morawitz, 1866
  - Tsunekiola Antropov, 1986
  - Vechtia Pate, 1944,
  - Williamsita Pate, 1947
  - Zutrhopalum Leclercq, 1998

## Belege